# 罗云 (北魏)
罗云（？—471年），鲜卑姓叱罗氏，代人，北魏官员。

## 生平
罗云很早就有名誉与地位。魏献文帝拓跋弘时期担任给事中。皇兴五年（471年），魏献文帝派殿中尚书胡莫寒挑选西部敕勒中家财富有且家中有两名壮丁的担任殿中武士，可是胡莫寒大肆收受贿赂，挑选的过程不公平。敕勒族的众人感到愤怒，杀死了胡莫寒及兼理高平镇将奚陵。夏季四月，敕勒诸部因此悉数反叛。魏献文帝诏令汝阴王拓跋天赐和给事中罗云都督诸军前往讨伐，敕勒前锋诈降，罗云信以为真，他的副将拓跋伏认为敕勒人脸色生变，可能会出现事故，没有准备会被对方暗算，罗云不听。敕勒以轻装骑兵偷袭杀死了罗云，北魏军队死了十分之五到十分之六，拓跋天赐仅仅保全了自己的性命，朝廷赠予使持节、侍中、镇东将军、青州刺史。

## 家庭

### 父亲
- 罗提

### 子女
- 罗盖，北魏龙骧将军、济州刺史
- 罗夫人，魏孝文帝元宏夫人[6]